# كيفن هاينز (مقدم تلفزيوني)
كيفن هاينز (بالإنجليزية: Kevin Heinze)‏ هو مقدم تلفزيوني أسترالي، ولد في 1 أبريل 1928 في أستراليا، وتوفي في 1 سبتمبر 2008 بسبب نوبة قلبية.